# هدایت ممبینی
هدایت‌الله ممبینی (زادهٔ ۱ فروردین ۱۳۴۹) داور سابق فوتبال ایران است و دبيركل فدراسیون فوتبال ایران از ۱۵ آذر ۱۴۰۱ است.
ممبینی از سال ۱۳۸۰ تا ۱۳۸۹ در ۹۰ بازی در لیگ برتر سوت زده‌است. وی از اعضای پیشین شورای شهر اهواز بوده‌است و همچنین در کارنامه ورزشی خود مدیریت بازاریابی فدراسیون فوتبال، ریاست کمیته داوری، عضویت در هیئت رئیسه فدراسیون فوتبال و ناظر بین‌المللی داوری دیده می‌شود.

## شهرآورد تهران
هدایت ممبینی در تیم داوری دو شهرآورد تهران حضور داشته است. در یک بازی داور وسط بوده و در یک بازی هم داور چهارم بوده است.
| یک بازی که داور وسط بوده است   |                |                        |                                                            |
| دربی                           | تاریخ          | نتیجه بازی             | گروه داوری                                                 |
| شماره ۷۳                       | ۱۸ آذر ۱۳۹۰    | استقلال ۳ - پرسپولیس ۰ | هدایت ممبینی -- رضا سخندان -- علیرضا کهوری -- محسن قهرمانی |
| یک بازی که داور چهارم بوده است |                |                        |                                                            |
| شماره ۷۱                       | ۲۵ شهریور ۱۳۹۰ | استقلال ۲ - پرسپولیس ۰ | محسن ترکی -- رضا سخندان -- محمدرضا منصوری -- هدایت ممبینی  |

منبع   